# Nouveau Larousse illustré

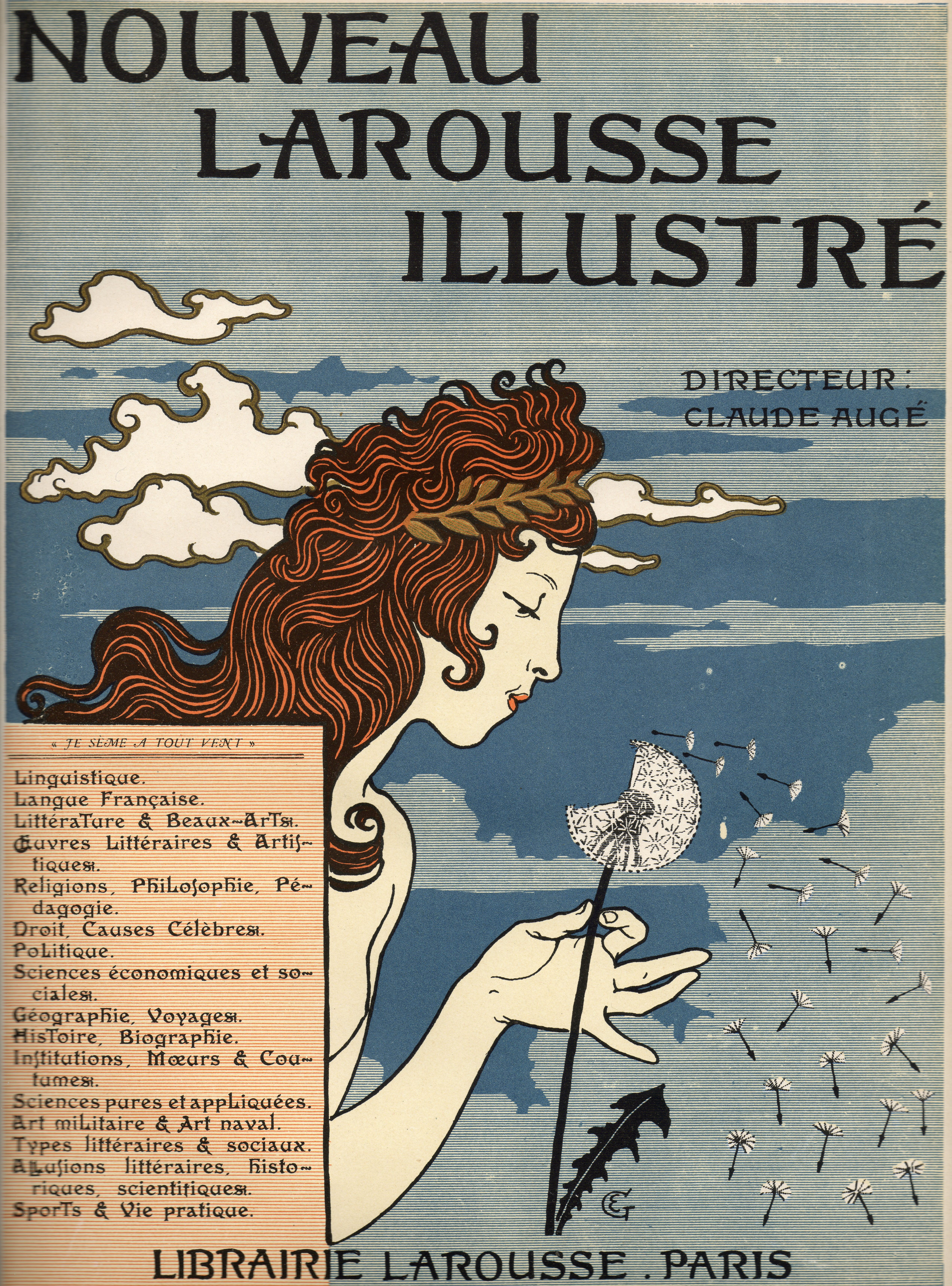
Umschlagblatt des Wörterbuchs

Der Nouveau Larousse illustré (Kürzel: NLi) ist ein enzyklopädisches Nachschlagewerk (vergleichbar dem Großen Brockhaus) und gleichzeitig ein Wörterbuch der französischen Sprache. Er erschien von 1897 bis 1904 in 7 Bänden im Verlag Larousse. Er ist das Werk von Claude Augé.

## Geschichte
Die von Pierre Larousse im Grand Dictionnaire universel du XIXe siècle geschaffene Tradition der Verbindung von enzyklopädischem Nachschlagewerk und Sprachwörterbuch wurde von seinem Nachfolger Claude Augé weiterentwickelt und der modernen Welt der Belle Époque angepasst. Augé schuf im Bereich der einbändigen Wörterbücher 1905 den noch heute erfolgreichen „kleinen Larousse“ Petit Larousse und zuvor den „großen Larousse“ unter dem Obertitel Nouveau Larousse illustré („Neuer Larousse mit Bildern“) und dem analytischen Untertitel Dictionnaire universel encyclopédique. Nachdem der Grand Dictionnaire universel noch sehr persönlich gehalten war, schuf Augé mit dem Nouveau Larousse illustré in Frankreich die Standards eines modernen Nachschlagewerks des 20. Jahrhunderts. Besonders stolz war er auf die (auch bunte) Bebilderung, die er im Vorwort ein „musée iconographique“ nennt. Der NLi wurde ab 1927 durch den Larousse du XXe siècle abgelöst. Die sieben Bände plus Supplementband umfassen insgesamt 7761 Seiten. Sie sind im Internet Archive online kostenfrei einsehbar.

## Gliederung
- 1: A – Bello. 1897. 832 Seiten.
- 2: Bello – Ch. 1898. 836 Seiten.
- 3: Ci – D. 1899. 910 Seiten.
- 4: E – G. 1900. 1001 Seiten.
- 5: H – Meld. 1901. 1040 Seiten.
- 6: Mele – Po. 1902. 1064 Seiten.
- 7: Pr – Z. 1904. 1432 Seiten.
- Supplementband. 1907. 646 Seiten (Complément 615–646)